# Водяна печера
Водяна (рос. Водная (К-4)) — печера в Архангельській області, на Біломорсько-Кулойському плато європейської півночі Росії. Карстова печера горизонтального типу простягання. Загальна протяжність — 2600 м. Глибина печери становить 8 м. Категорія складності проходження ходів печери — 2А.